# カメラ・アイ
『カメラ・アイ』（英題：Camera-Eye、仏題：Caméra Œil、「カメラ眼」の意）は、1967年（昭和42年）製作・公開、フランスのオムニバス映画『ベトナムから遠く離れて』の一篇として、ジャン＝リュック・ゴダールが監督した短篇映画である。

## 概要
オムニバス全体についてはベトナムから遠く離れてを参照。
本作は、ドキュメンタリー映画作家のクリス・マルケルとゴダールの密接な関係から生まれた。本作のあとのマルケルとゴダールは、「メドヴドキン集団」（1967年 - 1973年）の設立と活動、1968年2月の「シネマテーク擁護委員会」の結成、短編映画シリーズ『シネトラクト』（1968年5月 - 6月）の製作・普及と行動をともにする。
ゴダールは、本作に出演し、ヴェトナムに行けなかったこと、そのことでアイデアを捨てざるをえなかったことをミッチェル撮影機を覗きながら語り、ヴェトナムを侵略するのを止め、逆にわれわれをヴェトナムに侵略させるべきだと語る。対称性を欠いた戦争に対して、対称性の回復を訴えるこのゴダールの考え方は、パレスチナとパリをひたすら並列する『ヒア & ゼア こことよそ』（1974年 - 1976年）、サラエヴォでまさに非対称戦争を「切り返しのショット」で捉えなおそうと語る『アワーミュージック』（2004年）まで一貫している。
撮影のアラン・ルヴァンは、ゴダールが出演しているアニエス・ヴァルダ監督の『5時から7時までのクレオ』やジャン＝ダニエル・ポレ作品のカメラマンであり、もうひとりのカメラマンのアルマン・マルコは本作の翌年の1968年、ゴダールとジャン＝ピエール・ゴラン、アンヌ・ヴィアゼムスキーらによる「ジガ・ヴェルトフ集団」の結成に参加していく。
本作を織り込んだ『ベトナムから遠く離れて』は、1967年夏には完成し、同年8月27日、カナダのモントリオールで開かれたモントリオール世界映画祭でプレミア上映され、反響を呼んだ。

## スタッフ・キャスト
- 監督・脚本・出演 : ジャン＝リュック・ゴダール
- 撮影監督 : アラン・ルヴァン、アルマン・マルコ
- 録音 : アントワーヌ・ボンファンティ
- 編集 : ラニャール、ジャクリーヌ・メピエル、クリス・マルケル
- 助監督 : シャルル・L・ビッチ
- 音楽 : ミシェル・ファーノ
- プロデューサー : ジャン＝リュック・ゴダール[1]、クリス・マルケル
- 製作 : ソシエテ・プール・ル・ランスマン・デ・ズーヴル・ヌーヴェル（SLON、パリ）
- コダックイーストマンカラー - 16ミリフィルム[1]

## 関連事項
- ジャン＝リュック・ゴダール監督作品一覧
- ジャン＝リュック・ゴダール出演作品一覧

## 註
1. 1 2 3 4 5 6  Colin MacCabe, Godard, Macmillan, 2005. p.351.
2. 1 2  キネマ旬報DBサイト内の「ベトナムから遠く離れて」の項の記述を参照。